# История почты и почтовых марок индийских княжеств

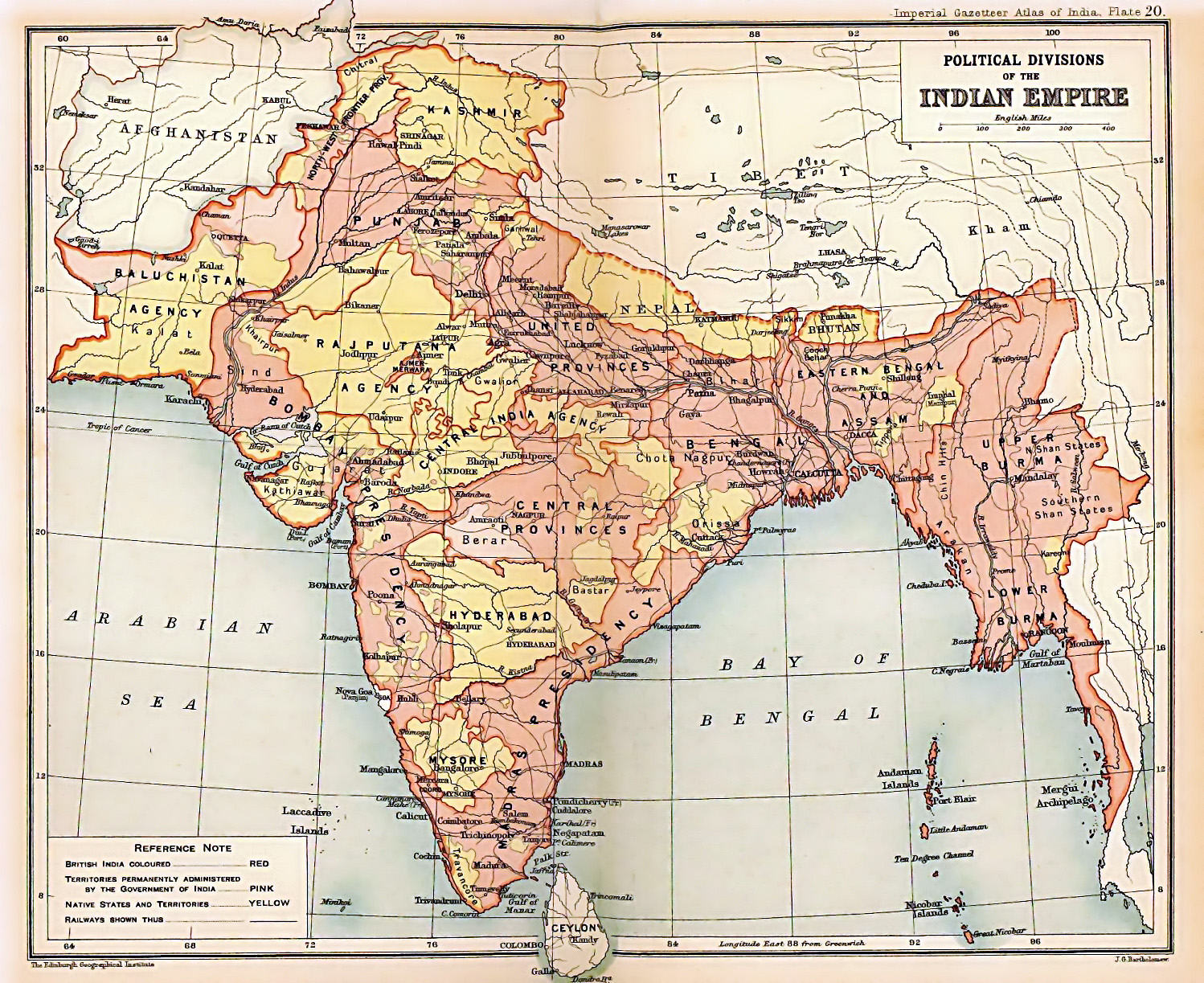
Британская индийская империя, изображённая в Imperial Gazetteer of India, 1909 г.

Туземные княжества Индии, также известные как феодальные княжества, обычно были вассалами местного или регионального правителя, который присягнул на верность Британской Индии. Всего существовало около 675 местных княжеств, но многие из них не входили в состав собственно Британской Индии, потому что никогда не становились владениями Британской короны: скорее, они были связаны с ней системой субсидиарных договоров. После раздела Британской Индии в 1947 году сюзеренитет Британской Индии был прекращён, и туземным княжествам пришлось выбирать между независимостью или формальным присоединением к Индии или Пакистану. На практике к концу 1949 года все туземные княжества присоединились или были аннексированы.
Для почтовых целей многие туземные княжества имели свои собственные почтовые службы, и выпуски их почтовых марок были названы основными каталогами, такими как Stanley Gibbons Ltd, феодальными. Имелись исключения в виде шести конвенционных княжеств, которые заключили отдельные почтовые соглашения с Британской Индией и использовали почтовые марки Британской Индии с надпечаткой с названием княжества.

## Туземные княжества, выпускавшие почтовые марки

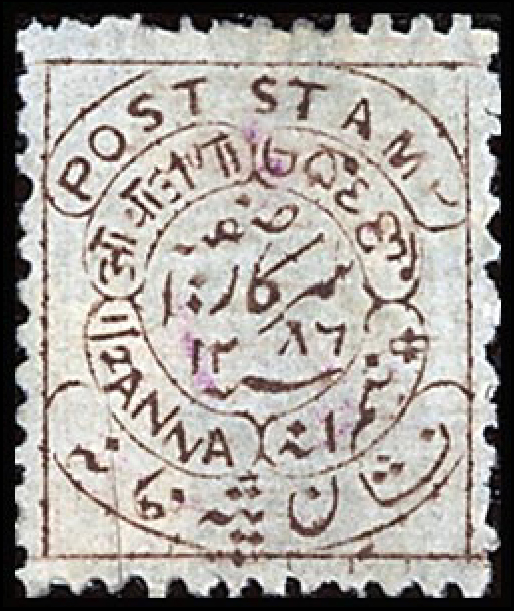
Одна из первых почтовых марок княжества Хайдарабад номиналом пол-анны 1871 г., Стэнли Гиббонс сер 4.

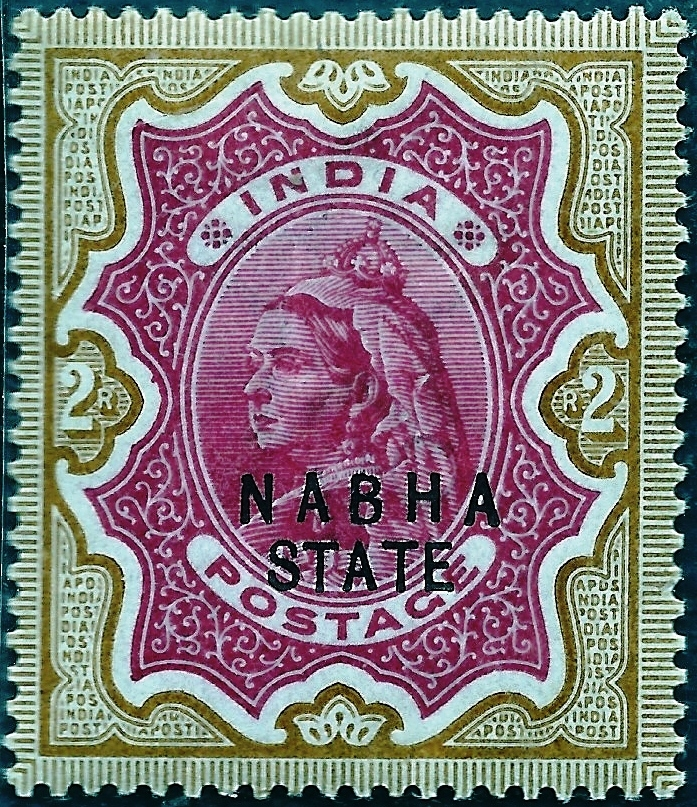
Почтовая марка конвенционного княжества Набха номиналом две рупии с портретом королевы Виктории, 1897 г.

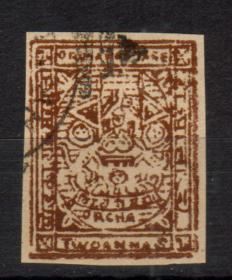
Почтовая марка княжества Орчха номиналом две анны красно-коричневого цвета, 1916 г.

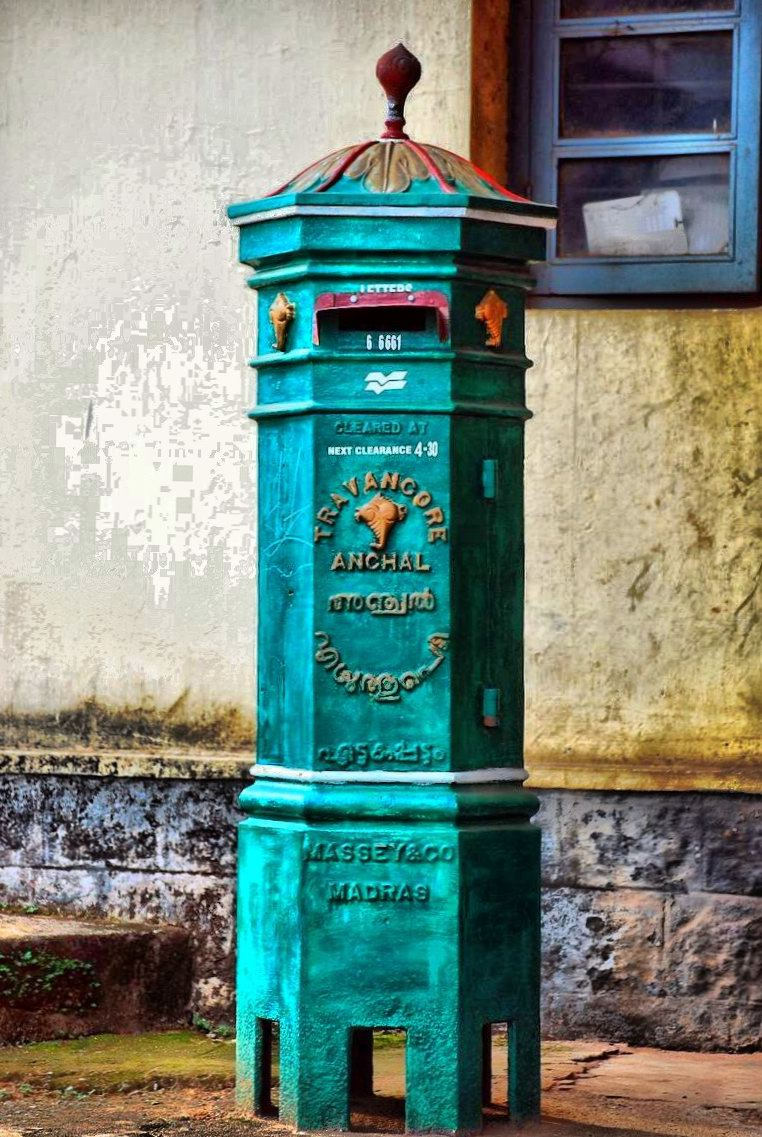
Почтовый ящик эпохи Траванкора, известный как анчал петти, до сих пор использующийся в Керале

Туземные княжества, которые выпускали почтовые марки, были классифицированы либо как конвенционные княжества, либо как феодальные княжества. Слова «конвенционный» и «феодальный» в этом смысле относились исключительно к почтовым соглашениям с Британской Индией или связанным с ней.
Всего в разное время существовало около 675 феодальных княжеств, но не все из них выпускали почтовые марки и (или) цельные вещи. Многие из первых выпусков были напечатаны на местах с использованием примитивных способов печати, таких как типографика, поэтому они могут быть очень редкими. Во многих случаях качество печати и дизайна было низким, и коллекционеры иногда неофициально называли их «уродцами» («Uglies»). Все оставшиеся феодальные выпуски были заменены марками Республики Индия 1 апреля 1950 года, при этом большинство из них были объявлены вышедшими из обращения с 1 мая 1950 года: имелось одно исключение в виде почтовых марок Анчал Траванкора-Кочина, которые оставались в почтовом обращении до 1 июля 1951 года.
Известны шесть конвенционных княжеств: Чамба, Фаридкот, Гвалиор, Джинд, Набха и Патиала. Все они использовали почтовые марки Британской Индии, на которых была надпечатка названия княжества латиницей или письмом хинди/урду или обоими алфавитами. В каталоге Гиббонса отсутствуют незначительные разновидности этих марок, которые имели ошибки печати, такие как буквы меньшего размера, рваные буквы, неравномерное нанесение краски и неравные интервалы. Конвенционные выпуски были заменены выпусками Республики Индии 1 апреля 1950 года, но оставались в обращении до 31 декабря того же года и вышли из обращения с 1 января 1951 года.
Следующие княжества выпускали почтовые марки. Если не указано иное, используемой денежной единицей была: 12 паев = 1 анна; 16 анна = 1 рупия. Даты указаны начала и окончания срока почтового обращения выпуска марок:
| Княжество       | С    | До   | Примечания |
| --------------- | ---- | ---- | --- |
| Алвар           | 1877 | 1902 | Феодальное княжество в Раджпутане (Северная Индия). Были выпущены пять почтовых марок номиналом 1⁄4 или 1 анна. Последний выпуск вышел в 1901 г. и марки были выведены из обращения к концу 1902 г. |
| Бамра           | 1888 | 1894 | Феодальное княжество в Центральных провинциях. Были выпущены сорок почтовых марок номиналом от 1⁄4 анна до 1 рупии. Последний выпуск вышел в 1893 г., марки были выведены из обращения в течение 1894 г. |
| Барвани         | 1921 | 1948 | Феодальное княжество на территории нынешнего штата Мадхья-Прадеш. Все почтовые марки Барвани изготовлены типографским способом. Всего была выпущена 41 марка номиналом от 1⁄4 анна до 4 анна. Почтовые марки вышли из обращения 1 июля 1948 г., вскоре после эмиссии последнего выпуска. |
| Бхопал          | 1876 | 1949 | Феодальное княжество на территории нынешнего штата Мадхья-Прадеш. Бхопал пыталось остаться независимым после раздела Индии, но было фактически аннексировано Индией 1 июня 1949 г. Всего были выпущены 354 марки номиналом от 3 паев до 1 рупии, последняя — в июле 1949 г., и вышли из обращения 1 мая 1950 г. |
| Бхор            | 1879 | 1901 | Феодальное княжество к юго-востоку от Бомбея на территории нынешнего штата Махараштра. Бхор был единственным княжеством, принадлежавшим агентству Пуна (Poona Agency) в рамках Бомбейского президентства. Оно вошлов состав Индии 8 марта 1948 г. Были выпущены только две официально признанные почтовые марки, обе в 1879 г., номиналом пол-анна и один анна. Почтовые отделения княжества закрылись в 1895 г.                  |
| Биджавар        | 1935 | 1937 | Феодальное княжество в Центральных провинциях. A total of ten stamps were issued from С 1935 по 1937 годы всего было выпущено десять почтовых марок номиналом от 3 паев до 1 рупии. Эти марки вышли из обращения в 1939 г. |
| Бунди           | 1894 | 1950 | Феодальное княжество в северном регионе штата Раджпутана. Бунди эмитировало 56 почтовых и 52 служебных марки до вхождения в состав нового штата Раджастхан в 1948 г. Наряду с княжествами Джайпур и Кишенгарх, Бунди продолжало осуществлять почтовую связь в составе Раджастхана до 1 апреля 1950 г. В 1949 г. были выпущены ещё семь почтовых марок Бунди с оттиском резинового штампа Раджастхана (см. также Раджастхан ниже). |
| Буссахир        | 1895 | 1901 | |
| Чамба           | 1886 | 1948 | Конвенционное княжество. |
| Чаркхари        | 1894 | 1943 | |
| Кочин           | 1892 | 1949 | О более поздних выпусках см. Траванкор-Кочин. |
| Дхар            | 1897 | 1901 | |
| Датия           | 1893 | 1920 | |
| Фаридкот        | 1879 | 1901 | Фаридкот был сикхским феодальным княжеством за рекой Сатледж, которое выпускало собственные почтовые марки с 1879 г. до присоединения к почтовой конвенции 1 января 1887 г. |
| Гвалиор         | 1885 | 1949 | Конвенционное княжество. |
| Хайдерабад      | 1869 | 1950 | |
| Идар            | 1939 | 1944 | |
| Индаур          | 1886 | 1947 | |
| Джайпур         | 1904 | 1949 | |
| Джамму          | 1867 | 1877 | |
| Джамму и Кашмир | 1866 | 1894 | |
| Джасдан         | 1942 | 1948 | |
| Джхалавар       | 1887 | 1890 | |
| Джинд           | 1874 | 1948 | Джинд был феодальным княжеством за рекой Сатледж, эмитировавшим собственные почтовые марки с 1874 г. до присоединения к почтовой конвенции в июле 1885 г.; его почтовые марки феодального периода вышли из почтового обращения, но продолжали использоваться в фискальных целях. |
| Кашмир          | 1866 | 1878 | |
| Кишангарх       | 1899 | 1947 | |
| Морви           | 1931 | 1948 | |
| Набха           | 1885 | 1948 | Конвенционное княжество за рекой Сатледж. |
| Нандгаон        | 1892 | 1895 | |
| Новануггур      | 1877 | 1895 | |
| Орчха           | 1913 | 1942 | |
| Патиала         | 1884 | 1947 | Конвенционное княжество за рекой Сатледж. |
| Панч            | 1876 | 1894 | |
| Раджастхан      | 1949 | 1950 | |
| Раджпипла       | 1880 | 1886 | |
| Шахпура         | 1914 | 1948 | [ 15 ] |
| Сирмур          | 1879 | 1902 | |
| Сорутх          | 1864 | 1950 | |
| Траванкор       | 1888 | 1947 | |
| Траванкор-Кочин | 1949 | 1951 | |
| Вадхван         | 1888 | 1892 | |

### Комментарии
1. ↑  Самый общепризнанный каталог почтовых марок индийских княжеств издаёт компания Stanley Gibbons Ltd. Помимо него, много информации имеется в статьях, напечатанных в журналах, таких как Philatelic Journal of India, India Post (издаётся Кружком по изучению почтовых марок Индии (India Study Circle)), London Philatelist (издаётся Королевским филателистическим обществом Лондона), и др., которые имеются во многих филателистических библиотеках (см. Список филателистических библиотек).